# Mahajanganella
Genre
Mahajanganella est un genre de pseudoscorpions de la famille des Feaellidae.

## Distribution
Les espèces de ce genre sont endémiques de Madagascar. Elles se rencontrent dans les régions Boeny et Menabe.

## Liste des espèces
Selon Lorenz, Loria, Harvey et Harms en 2022 :
- Mahajanganella fridakahloae Lorenz, Loria, Harvey & Harms, 2022
- Mahajanganella heraclis Lorenz, Loria, Harvey & Harms, 2022
- Mahajanganella schwarzeneggeri Lorenz, Loria, Harvey & Harms, 2022

## Systématique et taxinomie
Ce genre a été décrit par Lorenz, Loria, Harvey et Harms en 2022 dans les Feaellidae.

## Publication originale
- Lorenz, Loria, Harvey & Harms, 2022 : « The Hercules pseudoscorpions from Madagascar: A systematic study of Feaellidae (Pseudoscorpiones: Feaelloidea) highlights regional endemism and diversity in one of the “hottest” biodiversity hotspots. » Arthropod Systematics & Phylogeny, vol. 80, p. 649-691.